# Łącze telekomunikacyjne dzierżawione
Łącze telekomunikacyjne dzierżawione – łącze telekomunikacyjne (miedziane lub światłowód) wydzierżawione od innego operatora lub osoby indywidualnej po to, aby móc przesłać po nim swój sygnał. Łącze dzierżawione transmisji danych ma stałą przepustowość. 
Opłaty za dzierżawę łącza uiszczane są niezależnie od stopnia jego wykorzystania. Na przykład niezależnie od ilości przesyłanych danych i czasu transmisji w ustalonym okresie, którego dotyczy opłata. 
Łącza tego typu wykorzystywane są w sytuacjach wymagających zagwarantowanej dyspozycyjności, na przykład dostępu do internetu o gwarantowanej przepustowości. Umożliwiają one klientom uruchamianie własnych usług internetowych dostępnych w trybie całodobowym.